# كيث بيرنت
كيث بيرنت (بالإنجليزية: Keith Burnett)‏ هو فيزيائي بريطاني، ولد في 30 سبتمبر 1953 في Llwynypia ‏ في المملكة المتحدة.